# Want Me, Want Me
Want Me, Want Me – dwudziesty siódmy singel Namie Amuro. Został wydany 6 kwietnia 2005 w dwóch formatach - CD i CD+DVD. Singel poprzedza szósty album - Queen of Hip-Pop. Przez dziesięć tygodni płyta utrzymywała się w rankingu Oricon. Podczas trwania rankingu sprzedano  102 733 kopii. Po opublikowaniu tłumaczenia utworu Want Me, Want Me pojawiły się kontrowersje. Amuro została skrytykowana za prowokacyjność tak jak inna japońska piosenkarka, Kumi Koda. Singel posiada B-side Handle Me.

## Lista utworów
CD
| 1. | Want Me, Want Me                         | 3:13  |
|    |                                          |       |
| 2. | Handle Me                                | 3:30  |
|    |                                          |       |
| 3. | Want Me, Want Me (wersja instrumentalna) | 3:13  |
|    |                                          |       |
| 4. | Handle Me (wersja instrumentalna)        | 3:27  |
|    |                                          |       |
|    |                                          | 13:23 |
|    |                                          |       |
CD+DVD
| CD 1.  | Want Me, Want Me                             | 3:13  |
|        |                                              |       |
| CD 2.  | Want Me, Want Me (wersja instrumentalna)     | 3:30  |
|        |                                              |       |
| DVD 1. | Want Me, Want Me (Teledysk; Promotion Video) | 3:20  |
|        |                                              |       |
|        |                                              | 10:03 |
|        |                                              |       |

## Wystąpienia na żywo
- 24 marca 2005 - Kobe Collection '05
- 2 kwietnia 2005 - CDTV
- 9 kwietnia 2005 - Music Fighter
- 14 kwietnia 2005 - Utaban
- 22 kwietnia 2005 - Music Station
- 4 czerwca 2005 - MTV Video Awards Japan 2005

## Oricon
| Diagram                                                    | Pozycja |
| ---------------------------------------------------------- | ------- |
| Dzienny diagram Oricon (w pierwszym dniu sprzedaży)        | #2      |
| Tygodniowy diagram Oricon (w pierwszym tygodniu sprzedaży) | #2      |
| Miesięczny diagram Oricon (w pierwszym miesiącu sprzedaży) | #7      |
| Roczny diagram Oricon                                      | #100    |